# Усолусы
Усо́лусы (укр. Усолуси) — село на Украине, находится в Емильчинском районе Житомирской области.
Код КОАТУУ — 1821788401. Население по переписи 2001 года составляет 421 человек. Почтовый индекс — 11261. Телефонный код — 4149. Занимает площадь 0,17 км².

## Известные уроженцы
- Гришко, Валентин Сергеевич — Герой Советского Союза.

## Адрес местного совета
11261, Житомирская область, Емильчинский р-н, с.Усолусы, ул.Центральная, 5